# سیارک ۸۴۰۵
سیارک ۸۴۰۵ (به انگلیسی: 8405 Asbolus، نامگذاری:1995GO) هشت هزار و چهارصد و پنجمین سیارک کشف شده‌است که در ۵ آوریل ۱۹۹۵ کشف شد.
قدر مطلق سیارک برابر ۹٫۰۰ است.